# Мицо Асен
Мѝцо Асен е български владетел, цар на Второто българско царство в периода 1256 – 1257 г., а номинално – докъм 1263 г.

## Име
Върху неговите монети името му е изписано като „Мичѣ“, а според най-новите проучвания на нумизмата Константин Дочев името е „Мичъ“, вероятно съкратено от Милчан. Според Иван Йорданов името по-късно е придобило звателната форма Мичо, която е предадена в гръцките извори като Μίτσής, т.е. Мицо. Този вариант на името се е наложил в българската историография.

## Предистория
Мичо (Мицо) Асен е зет на цар Иван Асен II (женен за неговата дъщеря Мария Асенина), което му дава право да вземе участие в създаденото през 1241 г. регентство на малолетния Калиман I Асен (1241 – 1246). Последният е отровен и е наследен от също така малолетния Михаил II Асен (1241 – 1256), син на Иван Асен II от брака му с Ирина Комнина.

## Управление
През 1256 година е убит по време на лов и Михаил II Асен. Тронът за кратко е зает от неговия братовчед Калиман II. Новият цар се изправя пред могъщ враг – Ростислав Михайлович, бащата на овдовялата царица. Той нахлува в България, но войските му са разбити от Калиман Асен и той е принуден да се върне във владенията си. Скоро и Калиман II е убит при междуособици и за търновския трон заспорват няколко водещи фигури от онова време – Михайлович, Константин Асен и Мицо. Според Никифор Григора последният, в качеството си на зет на Иван Асен II, е заемал водещо място в регентството и на двамата му синове.
Скоро обаче Мицо Асен губи уважението на болярите и различните феодали. Причината е, че те виждат неспособността на новия цар да управлява. Така много боляри отцепват владенията си като независими държави.
Претендентът за власт Константин Тих вижда възможност да привлече селското население на своя страна. Като се възползва от увеличението на данъчната тежест над обикновените жители, той сериозно подкопава основите на трона на Мицо с обещанията, че ще подобри материалното им състояние.
Предупреден за подготвян срещу него заговор, Мицо Асен се оттегля в  Месемврия, където продължава да носи титлата „цар“ и съответстващите инсигнии. Продължава и да сече собствени монети с надпис „Миче цар“ като на обратната страна е Свети Николай Мирликийски Чудотворец.

## Гражданска война
Под властта на Мицо Асен обаче все още е голяма част от Източна България. До 1263 воюва срещу Константин Тих Асен. Първоначално битката срещу новия цар е успешна. На Константин Асен му се налага да търси помощта от ромейския гарнизон в крепостта Станимака. Постепенно обаче Мицо губи надмощието си, а след като през 1260 година между Никея и България се сключил договор против него, той е изтласкан постепенно в последната му крепост Месемврия. През 1261 година предлага на Михаил VIII Палеолог Месемврия, в замяна на която той получава политическо убежище и имение край Троя.

## Монетосечене
На монетите, сечени от Мицо Асен, той е изобразен, държащ тривърх скиптър в дясна ръка и голям кръст в лява, и с корона на главата, а на обратната страна има допоясно изображение на свети Николай Чудотворец с надпис на гръцки.
Мицо Асен сече само един тип медни монети, които копират билоновите стамини на Михаил VIII Палеолог, сечени след 1261 г.

## Семейство
Мицо Асен е женен за Мария Асенина, дъщеря на българския цар Иван Асен II. От този брак има син и дъщеря:
- Иван Асен III, български цар в периода 1279 – 1280
- Кира-Мария Асенина, омъжена за Георги I Тертер, български цар